# Cillian Murphy

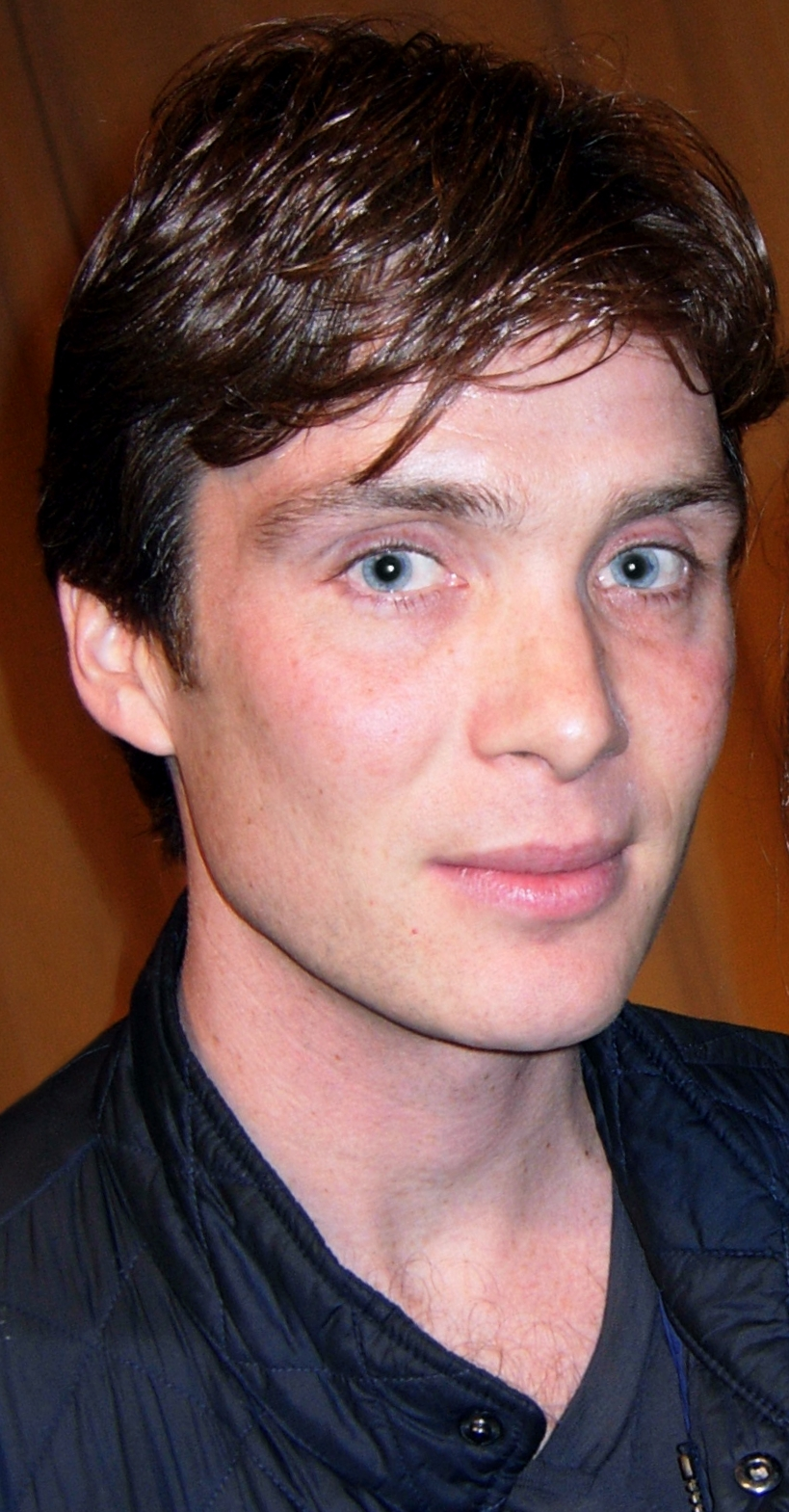
Cillian Murphy în 2010

Cillian Murphy (n. 25 mai 1976, County Cork, Munster⁠(d), Irlanda) este un actor irlandez de film și teatru, câștigător al premiului Oscar pentru rolul din filmul Oppenheimer.

## Cariera
În copilărie a făcut parte dintr-o trupă rock, dar după ce a refuzat un contract cu o casă de discuri, și-a început cariera în teatru și în scurt-metraj la finele anilor '90.
Primele sale roluri importante au fost cele din filmele 28 Days Later (2002), Cold Mountain (2003), Intermission (2003), Red Eye (2005) și Breakfast on Pluto (2005), pentru care a fost nominalizat la Premiile Globul de Aur  la categoria Cel Mai Bun Actor Dintr-o Comedie sau Musical și a câștigat premiul IFTA la categoria Cel Mai Bun Actor. Murphy a mai interpretat rolul Dr. Jonathan Crane / Scarecrow în aclamatele filme cu Batman din Trilogia The Dark Knight  (2005–2012). La mijlocul anilor 2000, a jucat în filme precum The Wind That Shakes the Barley (2006), Sunshine (2007), The Edge of Love (2008), Inception (2010) și Peacock (2010).
În 2011, Murphy a câștigat premiul IFTA la categoria Cel Mai Bun Actor și premiul DDA pentru filmul Misterman. De asemenea, a devenit afiliat cu Centrul de Cercetare Familială UNESCO de la Universitatea Națională din Irlanda Galway. La începutul anilor 2010, a apărut în In Time (2011), Retreat (2011) și Red Lights (2012).
Între 2013 și 2022, Murphy l-a interpretat pe Thomas Shelby, protagonistul serialului BBC Peaky Blinders, pentru care a câștigat două premii IFTA în 2017 și 2018. Recent, a jucat în Transcendence (2014), In the Heart of the Sea (2015), Anthropoid (2016), Dunkirk (2017) și Oppenheimer (2023).

## Filmografie

### Film
| An   | Titlu                           | Rol                          | Note |
| ---- | ------------------------------- | ---------------------------- | --- |
| 1997 | Quando                          | Pat                          | Scurtmetraj |
| 1998 | The Tale of Sweety Barrett      | Pat the Barman               | |
| 1999 | Eviction                        | Brendan McBride              | Scurtmetraj |
| 1999 | Sunburn                         | Davin McDerby                | |
| 1999 | At Death's Door                 | Grim Reaper, Jr.             | Scurtmetraj |
| 1999 | The Trench                      | Rag Rockwood                 | |
| 2000 | Filleann an Feall               | Ger                          | Scurtmetraj |
| 2000 | A Man of Few Words              | Best man                     | Scurtmetraj |
| 2001 | On the Edge                     | Jonathan Breech              | |
| 2001 | How Harry Became a Tree         | Gus                          | |
| 2001 | Disco Pigs                      | Darren/"Pig"                 | Ourense Independent Film Festival for Best Actor Nominalizare - Irish Film & Television Award for Actor in a Lead Role - Film |
| 2002 | 28 Days Later                   | Jim                          | Nominalizare - Empire Award for Best Newcomer Nominalizare - Irish Film & Television Award for Best Actor in a Film - Public Vote Nominalizare - MTV Movie Award for Best Breakthrough Performance |
| 2003 | Intermission                    | John                         | |
| 2003 | Girl with a Pearl Earring       | Pieter                       | |
| 2003 | Cold Mountain                   | Bardolph                     | |
| 2005 | Batman Begins                   | Dr. Jonathan Crane/Scarecrow | Nominalizare - Irish Film & Television Award for Best Supporting Actor in a Feature Film Nominalizare - London Film Critics' Circle Award for British Supporting Actor of the Year Nominalizare - MTV Movie Award for Best Villain Nominalizare - Scream Award for Most Vile Villain                                |
| 2005 | Red Eye                         | Jackson Rippner              | Nominalizare - Saturn Award for Best Supporting Actor Nominalizare - Irish Film & Television Awardfor Best Actor in a Lead Role - Film |
| 2005 | Breakfast on Pluto              | Patrick "Kitten" Braden      | Irish Film & Television Award for Best Actor in a Lead Role - Film Palić Film Festival Award for Best Actor Nominalizare - Golden Globe Award for Best Actor - Motion Picture Musical or Comedy Nominalizare - Satellite Award for Outstanding Actor in a Motion Picture, Comedy or Musical                         |
| 2006 | The Silent City                 |                              | Scurtmetraj |
| 2006 | The Wind That Shakes the Barley | Damien O'Donovan             | Nominalizare - British Independent Film Award for Best Performance by an Actor in a British Independent Film Nominalizare - Irish Film & Television Award for Best Actor in a Lead Role - Film Nominalizare - European Film Award for Best Actor                                                                    |
| 2007 | Sunshine                        | Robert Capa                  | Nominalizare - Irish Film & Television Award for Best Actor in a Lead Role - Film Nominalizare - British Independent Film Award for Best Performance by an Actor in a British Independent Film |
| 2007 | Watching the Detectives         | Neil                         | |
| 2008 | The Dark Knight                 | Dr. Jonathan Crane/Scarecrow | |
| 2008 | The Edge of Love                | William Killick              | |
| 2008 | Waveriders                      | Narator                      | Documentar |
| 2009 | Zonad                           | Guy Hendrickson              | |
| 2009 | Perrier's Bounty                | Michael McCrea               | Nominalizare - Irish Film & Television Award for Actor in a Lead Role - Film |
| 2009 | The Water                       | Son                          | Scurtmetraj |
| 2010 | Peacock                         | John/Emma Skillpa            | |
| 2010 | Hippie Hippie Shake             | Richard Neville              | |
| 2010 | Inception                       | Robert Fischer               | Nominalizare - Irish Film & Television Award for Actor in a Supporing Role - Film Nominalizare - Washington D.C. Area Film Critics Association Award for Best Ensemble Nominalizare - Phoenix Film Critics Society Award for Best Cast Nominalizare - Central Ohio Film Critics Association Award for Best Ensemble |
| 2010 | Tron: Legacy                    | Edward Dillinger, Jr.        | Cameo |
| 2011 | Retreat                         | Martin                       | |
| 2011 | In Time                         | Timekeeper Raymond Leon      | |
| 2012 | Red Lights                      | Tom Buckley                  | |
| 2012 | Broken                          | Mike                         | Nominalizare - British Independent Film Award for Best Supporting Actor |
| 2012 | The Dark Knight Rises           | Dr. Jonathan Crane/Scarecrow | |
| 2013 | Harriet and the Matches         | Cat (voce)                   | Scurtmetraj |
| 2014 | Aloft                           | Ivan                         | |
| 2014 | Transcendence                   | Agent Donald Buchanan        | |
| 2015 | In the Heart of the Sea         | Matthew Joy                  | |
| 2016 | Anthropoid                      | Josef Gabcík                 | Nominalizare - Czech Lion Award la Best Actor in Leading Role |
| 2016 | Free Fire                       | Chris                        | |
| 2017 | The Party                       | Tom                          | |
| 2018 | The Overcoat                    | Akaky (voce)                 | |
| 2019 | Anna                            | Lenny Miller                 | |
| 2020 | A Quiet Place 2                 | Emmet                        | |
| 2021 | All of This Unreal Time         | Man                          | film scurt |
| 2023 | Kensuke's Kingdom               | Tată (voce)                  | |
| 2023 | Oppenheimer                     | J. Robert Oppenheimer        | |
| TBA  | Small Things Like These         | Bill Furlong                 | Și producător, post-producție |

### Televiziune
| Year      | Title                                | Role                  |
| --------- | ------------------------------------ | --------------------- |
| 2001      | The Way We Live Now                  | Paul Montague         |
| 2013–2022 | Peaky Blinders                       | Thomas "Tommy" Shelby |
| 2015      | Atlantic: The Wildest Ocean on Earth | Narator (voce)        |
| 2019      | The Irish Revolution                 | Narator (voce)        |
| 2020      | Fight for First: Excel Esports       | Narator (voce)        |

### Videoclipuri
| An   | Titlu                        | Artist                | Note         |
| ---- | ---------------------------- | --------------------- | ------------ |
| 2009 | "The Water"                  | Feist                 |              |
| 2011 | "Winter Beats"               | I Break Horses        |              |
| 2013 | "Hold Me Forever"            | Money                 | Doar regizor |
| 2015 | "The Clock"                  | Paul Hartnoll         |              |
| 2016 | "Stages"                     | The Frank and Walters | Voce         |
| 2017 | "The Ways"                   | Allred and Broderick  |              |
| 2017 | "The Meetings of the Waters" | Fionn Regan           |              |
| 2022 | "Pana-vision"                | The Smile             |              |

### Jocuri video
| An   | Titlu                             | Rol de voce                    |
| ---- | --------------------------------- | ------------------------------ |
| 2005 | Batman Begins                     | Dr. Jonathan Crane / Scarecrow |
| 2023 | Peaky Blinders: The King's Ransom | Thomas Shelby                  |

### Teatru
| An        | Titlu                                   | Rol           | Teatrul unde a jucat                                                         |
| --------- | --------------------------------------- | ------------- | ---------------------------------------------------------------------------- |
| 1996–1998 | Disco Pigs                              | Darren/"Pig"  | Turneu mondial                                                               |
| 1998      | Mult zgomot pentru nimic                | Claudio       | Kilkenny Castle                                                              |
| 1999      | The Country Boy                         | Curly         | Town Hall Theatre                                                            |
| 1999      | Juno and the Paycock                    | Johnny Boyle  | Gaiety Theatre                                                               |
| 2002      | The Shape of Things                     | Adam          | Gate Theatre                                                                 |
| 2003      | Pescărușul                              | Konstantine   | Edinburgh International Festival                                             |
| 2004      | The Playboy of the Western World        | Christy Mahon | Town Hall Theater                                                            |
| 2006      | Love Song                               | Beane         | Ambassadors Theatre                                                          |
| 2010      | From Galway to Broadway and back again. | Christy Mahon | Town Hall Theatre                                                            |
| 2011–2012 | Misterman                               | Thomas Magill | Galway Arts Festival Royal National Theatre St. Ann's Warehouse              |
| 2014      | Ballyturk                               | No. 1         | Galway Arts Festival Olympia Theatre Cork Opera House Royal National Theatre |
| 2018–2019 | Grief is the Thing with Feathers        | Crow, Dad     | Black Box Theatre O’Reilly Theatre Barbican Centre St. Ann's Warehouse       |